# Кировск (Луганская область)
Ки́ровск/Голубовка (укр. Голубівка) — город областного значения Луганской области Украины. С 2014 года город находился под контролем управляемой из России марионеточной Луганской Народной Республики. В настоящее время под российской оккупацией.

## Географическое положение
Город расположен на реке Лугань. К западу и северо-западу от города проходит линия разграничения сил в Донбассе (см. Второе минское соглашение). К линии разграничения со стороны ЛНР непосредственно примыкают восточные кварталы (вокруг ж.д.-станции Марьевка) города под названием Золотое, начинаются в 2,5 км от северо-западной окраины Кировска. Соседние населённые пункты: города Первомайск (примыкает) на юго-западе (выше по течению Лугани) и Ирмино на юго-юго-западе, Стаханов на юге, посёлки Криничное на юго-востоке, Тавричанское, сёла Весняное, Бердянка на востоке; посёлок Фрунзе и село Дачное на северо-востоке, посёлок Голубовское и село Березовское на севере (все четыре ниже по течению Лугани).

## История
Город основан в 1764 году как село Голубовка полковником русской армии, эмигрантом из Сербии Петром Голубом. Первое население составили привезённые Голубом из центральных районов России крепостные. В 1830-х годах местные крестьяне обнаружили, что на поверхности земли расположены залежи каменного угля и начали их добычу в примитивных шахтах — «копанках» (тогдашний помещик — потомок П. Голуба — не проявил заинтересованности к новому источнику доходов). Первым рынком сбыта голубовского угля стали солеварни Бахмута.
С 1890-х годов (на фоне быстрого роста рудной промышленности юга России и развития железнодорожного транспорта) в Голубовку пришли иностранные, преимущественно французские и бельгийские, инвестиции, благодаря которым были созданы большие шахты с тысячами рабочих и новейшим оборудованием (хотя положение шахтёров оставалось очень трудным). Рабочие, привлечённые относительно высокими заработками, приезжали из многих губерний Российской империи (собственно русских, украинских, белорусских).
Рядом с селом Голубовка (которое существует до сих пор и не является частью города Кировск) возник новый рабочий посёлок — Рудник Голубовский.
Во время гражданской войны 1918—1920 лет в Руднике Голубовском многократно менялась власть, а экономика посёлка пришла в упадок, хотя полностью добыча угля не прекращалась.
В ходе Великой Отечественной войны 12 июля 1942 года посёлок был оккупирован немецкими войсками, 3 сентября 1943 года — освобождён частями 266-й стрелковой дивизии РККА.
Название Голубовский рудник посёлок носил до 1944 года.
В 1944—1949 годах уничтоженные во время войны шахты были отстроены.
В 1944—1962 годах административно рассматривался как Голубовский район около города Кадиевка.
30 декабря 1962 года образованный в 1944 году Голубовский район Кадиевки был преобразован в город областного подчинения Кировск (названный по имени С. М. Кирова). При этом к нему были присоединены пгт Петроградо-Донецкое и Красногвардейский.
2 апреля 1965 года началось издание городской газеты.
По состоянию на 1970 год основой экономики города являлась добыча каменного угля, также здесь действовали предприятия пищевой промышленности и горно-транспортный техникум.
В январе 1989 года численность населения составляла 41 334 человека, крупнейшим предприятием города являлся кузнечный завод.
В мае 1995 года Кабинет министров Украины утвердил решение о приватизации находившихся в городе АТП-10923, АТП-10966, кузнечного завода «Центрокуз», завода заготовок, арендно-торгового предприятия и напилочного производства.
В 2014 году город серьёзно пострадал от обстрелов в ходе войны в Донбассе. 1 июля прекратила выходить городская газета «Рабочее слово», в октябре после попадания снаряда в здание «Укртелекома» прекратило вещание проводное радио.
12 мая 2016 года Постановлением Верховной Рады Украины № 4086 от 17 февраля 2016 года в рамках политики декоммунизации городу было возвращено имя Голубовка. Однако, так как де-факто город находится под контролем Луганской Народной Республики, то местные власти не признали этого и фактически Кировск остаётся с прежним названием.

## Демография
В 2006 году большинство жителей составляли украинцы (56,9 %) и русские (40,7 %), живут также белорусы, татары и другие; наиболее распространённая конфессия — православие (приход организован вокруг церкви Святого Николая).

### Языковой состав
По данным переписи 2001 года 14,94 % населения города указали украинский язык родным, 84,57 % — русский, 0,49 % — другие языки.

## Городской совет
Город Кировск является центром Кировского городского совета, которому подчинены 2 посёлка (Донецкий, Червоногвардейское/Криничанское.)

### Населённые пункты
В настоящее время Кировскому городскому совету Луганской Народной Республик подчинены 5 населённых пунктов:
ГородаКировск/Голубовка (27 167 чел.).
Посёлки городского типаДонецкий (3 531 чел.), Червоногвардейское/Криничанское (1 338 чел.).
Посёлки сельского типаКриничное, Тавричанское.
7 октября 2014 года Постановлением Верховной Рады № 1693-VII из подчинения Кировска в состав Попаснянского района Луганской области выведен Новотошковский поселковый совет (оказавшийся на территории, контролируемой украинскими властями.) — в том числе пгт. Новотошковское.

## Экономика
Экономическое положение города — плохое, поскольку шахты, которые были в течение столетия основным местом работы и источником доходов жителей, закрыты. Из больших, не связанных с добычей угля предприятий остались лишь металлообрабатывающий завод «Центрокуз» и швейная фабрика, которые сократили объемы производства сравнительно с 1980-ми годами. Существуют малые и средние предприятия (преимущественно торговые), которые так же не способны обеспечить занятость большей части населения. Из 25,5 тысяч трудоспособных кировчан по состоянию на 2001 год лишь 3093 лица были заняты в промышленности, а 2054 — в бюджетной сфере. Преобладает частное предпринимательство. На фоне распространённой безработицы жители Кировска массово выезжают в другие страны и регионы Украины.

## Образование и культура
Кировский транспортный техникум, Кировский профессиональный колледж, 3 общеобразовательные школы, 1 учебно-воспитательный комплекс (УВК) и гимназия с преподаванием на украинском языке.
Работают городская и детская библиотеки, историко-художественный музей, городское радио, выходит еженедельная газета «Информационный вестник», функционирует интернет — портал и сайт Администрации города Кировска Луганской Народной Республики (https://agklnr.su/ Архивная копия от 20 августа 2019 на Wayback Machine).

## Автостанция
Городские автобусы и маршрутные такси, пригородные автобусы.